# Lacus Gaudii
Lacus Gaudii – lateinisch für See der Freude – ist ein erstarrter Lavasee auf dem Mond, der von der Entstehung her den größeren Maria gleicht. Die Bezeichnung wurde durch die Internationale Astronomische Union im Jahr 1976 festgelegt.
Die kleine unregelmäßige Meeresfläche mit unbestimmter Umgrenzung hat einen mittleren Durchmesser von 113 Kilometer und liegt auf der erdzugewandten Mondseite bei den selenografischen Koordinaten 16° 12' Nord und 12° 36' Ost. Umgeben ist der See im Norden und Nordosten von den Montes Haemus und dem Mare Serenitatis, im Südosten vom Lacus Hiemalis, im Süden vom Lacus Lenitatis und im Westen vom Lacus Doloris.